# مايكل كايتون-جونز
مايكل كايتون-جونز (بالإنجليزية: Michael Caton-Jones)‏ هو منتج أفلام ومخرج وممثل بريطاني، ولد في 15 أكتوبر 1957 في المملكة المتحدة.

## أعمال

### أفلام
- (1993) حياة هذا الفتى
- (1997) ابن آوى[4]
- (2005) شوتنغ دوغز[5]

## وصلات خارجية
- مايكل كايتون-جونز على موقع IMDb (الإنجليزية)
- مايكل كايتون-جونز على موقع ألو سيني (الفرنسية)
- مايكل كايتون-جونز على موقع أول موفي (الإنجليزية)
- مايكل كايتون-جونز على موقع بوكس أوفيس موجو (الإنجليزية)
- مايكل كايتون-جونز على موقع قاعدة بيانات الأفلام السويدية (السويدية)
- مايكل كايتون-جونز على موقع قاعدة بيانات الفيلم (الإنجليزية)
- مايكل كايتون-جونز على موقع كينوبويسك (الروسية)